# 6657 Otukyo
6657 Otukyo è un asteroide della fascia principale. Scoperto nel 1992, presenta un'orbita caratterizzata da un semiasse maggiore pari a 2,2787054 UA e da un'eccentricità di 0,2364306, inclinata di 5,07328° rispetto all'eclittica.